# Dorino Serafini
Teodoro "Dorino" Serafini (Pesaro, 1909. július 22. – Pesaro, 2000. július 5.) olasz autó-, és motorversenyző.

## Pályafutása
1939-ben megnyerte az 500 cm³-es gyorsaságimotoros-Európa-bajnokságot.
1950-ben a francia Raymond Sommer váltótársaként részt vett a Le Mans-i 24 órás versenyen. Kettősük nyolcvankét kör megtétele után kiesett.
1950-ben rajthoz állt a Formula–1-es világbajnokság olasz nagydíján is. Negyvenhét kör után átadta autóját Alberto Ascarinak, aki motorhiba miatt állt ki még a futam elején. Serafini a harmadik helyen állt, amikor honfitársa átvette a helyét. Ascari felért a második helyre, így mind a ketten három-három világbajnoki pontot kaptak.
Pályafutása alatt Dorino részt vett több, a világbajnokság keretein kívül rendezett Formula–1-es versenyen is.

## Eredményei

### Teljes Formula–1-es eredménylistája
(Táblázat értelmezése)

(Félkövér: pole-pozícióból indult; dőlt: leggyorsabb kört futott) 

| Év   | Csapat           | Modell      | Motor       | 1   | 2   | 3   | 4   | 5   | 6   | 7      | Helyezés | Pont |
| ---- | ---------------- | ----------- | ----------- | --- | --- | --- | --- | --- | --- | ------ | -------- | ---- |
| 1950 | Scuderia Ferrari | Ferrari 375 | Ferrari V12 | GBR | MON | 500 | SUI | BEL | FRA | ITA 2* | 13.      | 3    |

* A távot megosztva teljesítette Alberto Ascarival

### Le Mans-i 24 órás autóverseny
| Év   | Csapat         | Autó                    | Csapattárs     | Helyezés |
| ---- | -------------- | ----------------------- | -------------- | -------- |
| 1950 | Luigi Chinetti | Ferrari 195S Berlinetta | Raymond Sommer | Kiesett  |

## Külső hivatkozások
- Profilja a grandprix.com honlapon (angolul)
- Profilja a statsf1.com honlapon (angolul)
- Profilja a driverdatabase.com honlapon (angolul)